# Борисцево (Торжоцький район)
Борисцево (рос. Борисцево) — присілок в Торжоцькому районі Тверської області Російської Федерації.
Населення становить 73 особи. Входить до складу муніципального утворення Борисцевське сільське поселення.

## Історія
Від 2005 року входить до складу муніципального утворення Борисцевське сільське поселення.

## Населення
| 1859 | 1884 | 1920 | 1997 | 2002 | 2010 |
| ---- | ---- | ---- | ---- | ---- | ---- |
| 324  | ↗426 | ↗500 | ↘114 | ↘83  | ↘73  |